# Запис Јовановића храст (Лебина)
Запис Јовановића храст (Лебина) се налази на парцели чији је власник Јовановић Радомир.

## Локација
| Општина             | Параћин                                                                     |
| Катастарска општина | Лебина                                                                      |
| Потес               | Село                                                                        |
| Координате          | 43° 49′ 27″ С; 21° 27′ 40″ И / 43.824199999999998° С; 21.460999999999999° И |
| Надморска висина    | 260m                                                                        |

## Карактеристике
Дендрометријске вредности утврђене на терену и сателитским снимцима:
| Стабло                     | Храст |
| Висина стабла              | m     |
| Обим дебла                 | m     |
| Пречник крошње             | 21m   |
| Пречник дебла              | m     |
| Висина дебла до прве гране | m     |

## База записа
Запис је у оквиру Викимедија пројекта "Запис - Свето дрво" заведен под редним бројем 0011.